# شرابة
الشُرّابة أو الشُرّافة هي الزينة النهائية في زخرفة القماش والملابس. إنها زخرفة عالمية تُرى بأشكال مختلفة في العديد من الثقافات حول العالم.